# Víznar
Víznar er en by og kommune i det sydøstlige Spanien i provinsen Granada. Den har et indbyggertal på 997 (2024) indbyggere.